# Diaea socialis
Diaea socialis es una especie de araña cangrejo del género Diaea, familia Thomisidae. Fue descrita científicamente por Main en 1988.

## Distribución
Esta especie se encuentra en el oeste de Australia.